# Barrett M99
Barrett M99 — американская крупнокалиберная снайперская винтовка, разработанная компанией Barrett Firearms. Для стрельбы из M99 применяются винтовочные патроны калибра 12,7×99 мм (.50 BMG). Масса пули 41,92—51,80 грамма. Технически представляет собой однозарядную винтовку с продольно-скользящим поворотным затвором, построена по схеме «буллпап». Винтовка комплектуется оптическим прицелом.

## Подробное описание
Винтовка была впервые представлена в 1999 году, в 2001 году с такой винтовкой был установлен мировой рекорд в стрельбе на дистанцию в 1000 ярдов (914 метров) из оружия калибра 12,7 мм (пять попаданий были уложены в круг диаметром всего лишь около 10 сантиметров). Кроме базового варианта, отличающегося от всех остальных винтовок компании Barrett удлиненным на 4 дюйма стволом, выпускается и вариант М99-1 со стандартным стволом, предназначенный для специальных полицейских операций в условиях города, когда дальность стрельбы относительно невысока, а требуется высокая точность и большая мощность — например, для выведения из строя автомобилей или преступников за укрытиями, недоступными обычному стрелковому оружию.